# 62-й змішаний авіаційний полк (СРСР)
62-й змішаний авіаційний полк — авіаз'єднання Військово-повітряних сил СРСР.
У січні 1992 року, після розпаду СРСР, полк увійшов до складу Збройних сил України. Був згодом переформований як 204-та бригада тактичної авіації.

## Історія
Частина створювалася восени 1941 року у станиці Симоновка поблизу Єйська як 62-й змішаний авіаційний полк особливого призначення. 28 вересня 1941 року полк у складі Військово-Повітряних Сил Чорноморського флоту передислоковано у Крим. З'єднання вело повітряну розвідку і брало участь у боях в районі Армянська, Херсона, Запоріжжя, обороні Севастополя.
У червні 1941-го року, після початку німецько-радянської війни на аеродромі Бельбек розміщувався військовий винищувальний авіаполк. 
Після війни, з 10 лютого по 30 березня 1945 двадцять літаків полку виконували завдання з прикриття з повітря роботи Ялтинської конференції.
Після війни ґрунтовий аеродром отримав бетонну злітно-посадочну смугу, втім залишався виключно військово-винищувальним аеродромом.
У другій половині 1980-х рр., після приходу до влади Михайла Горбачова, смуга була значно збільшена і покращена, адже аеродром використовувався ним при відвідуванні президентської дачі у Форосі. Згодом саме це дозволило використовувати аеродром у цивільних цілях.
У 1990-х роках літаки Су-15ТМ були замінені на Су-27.
У січні 1992 року, після розпаду СРСР, полк увійшов до складу Збройних сил України. Був згодом переформований як 204-та бригада тактичної авіації.

## Оснащення
У часи Другої світової війни:
- ЛаГГ-3
- МіГ-3
- Пе-2
- Як-1

Літаки з 1947 року:
- МіГ-15
- МіГ-17
- МіГ-19